# Benjamin Massing
Benjamin Massing (Edéa, 1962. június 20. – Edéa, 2017. december 10.) válogatott kameruni labdarúgó, hátvéd.

## Pályafutása

### Klubcsapatban
1986 és 1988 között a Diamant Yaoundé, 1988 és 1991 között a francia Créteil, 1991–92-ben az Olympic Mvolyé labdarúgója volt.

### A válogatottban
1987 és 1992 között 21 alkalommal szerepelt a kameruni válogatottban és egy gólt szerzett. Részt vett az 1990-es olaszországi világbajnokságon.

## Sikerei, díjai
Kamerun
- Afrikai nemzetek kupája
  - győztes: 1988, Marokkó